# ستژاوکووو (استان لهستان بزرگ‌تر)
ستژاوکووو (به لهستانی:  Strzałkowo) یک روستا در لهستان است که در گمینا ستژاوکووو واقع شده‌است. ستژاوکووو ۴٬۹۵۳ نفر جمعیت دارد.